# Pedrosa de Río Úrbel
Pedrosa de Río Úrbel ist ein Ort und eine 243 Einwohner (Stand: 2024) zählende Gemeinde der Provinz Burgos in der Autonomen Gemeinschaft Kastilien-León (Castilla y León), Spanien. Sie gehört zur Comarca Alfoz de Burgos. Neben dem Hauptort gehören die Weiler Lodoso, Marmellar de Abajo und San Pedro Samuel zur Gemeinde. 

## Lage
Pedrosa de Río Úrbel liegt etwa zwölf Kilometer nordwestlich vom Stadtzentrum von Burgos am Río Úrbel. 

## Bevölkerungsentwicklung
| Jahr      | 1970 | 1981 | 1991 | 2001 | 2011 | 2021 |
| Einwohner | 359  |      | 315  | 267  | 264  | 252  |

## Sehenswürdigkeiten
- Julianenkirche (Iglesia de Santa Juliana)
- Kirche von Marmellar de Abajo

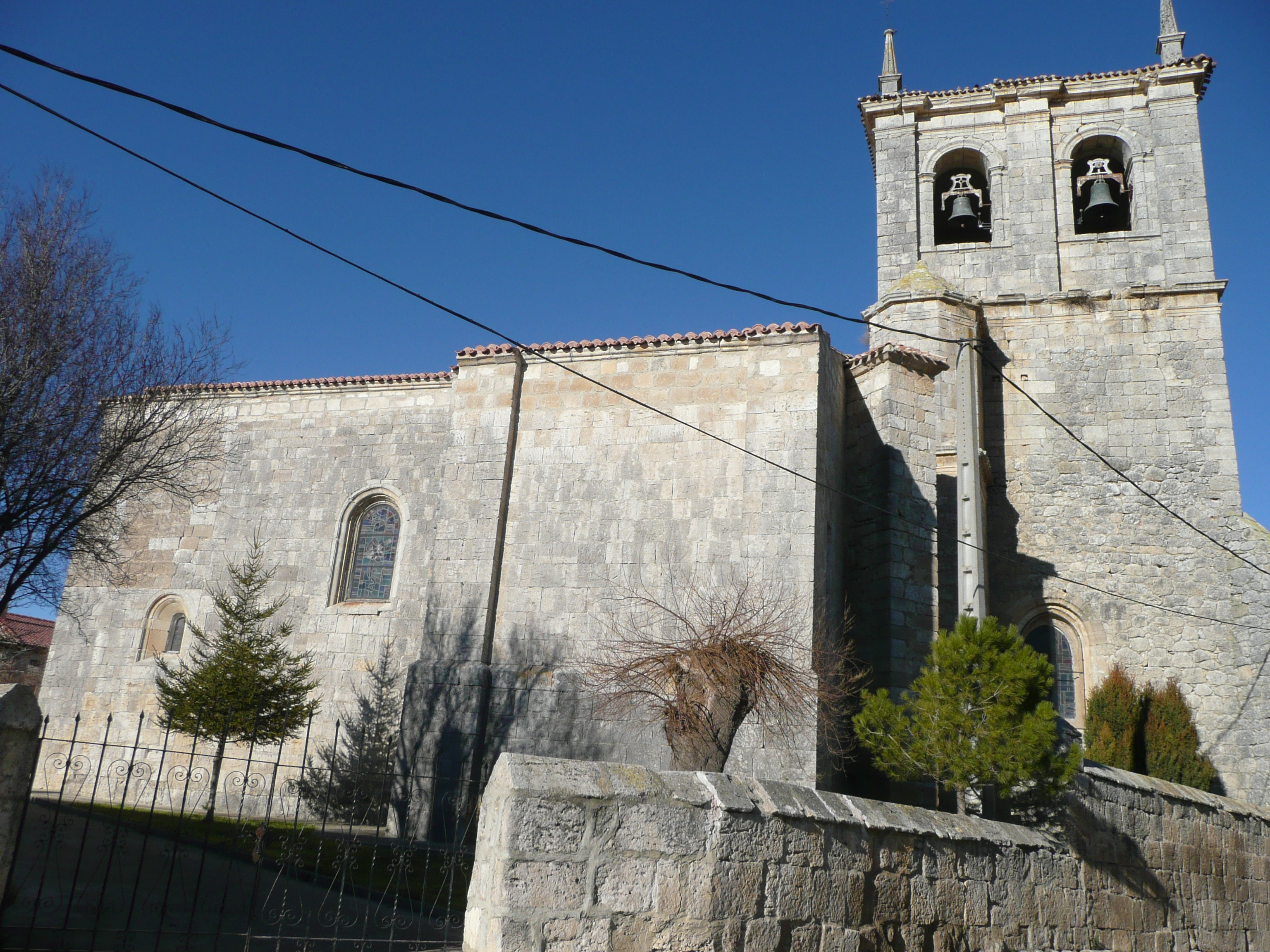
Julianenkirche
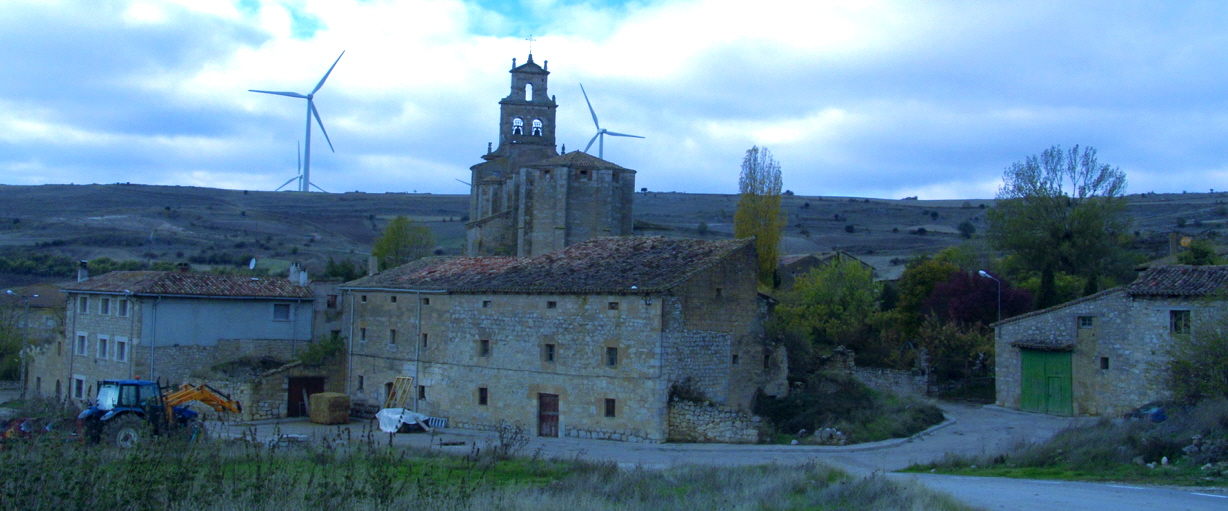
Kirche von Marmellar de Abajo

## Persönlichkeiten
- Justo Pérez de Urbel (1895–1979), Mediävist und Benediktinermönch
- Antolín Iglesias Páramo (* 1934), Schriftsteller
- Emilio Alonso Río (* 1948), Handballspieler und -trainer